# Adelaide Island

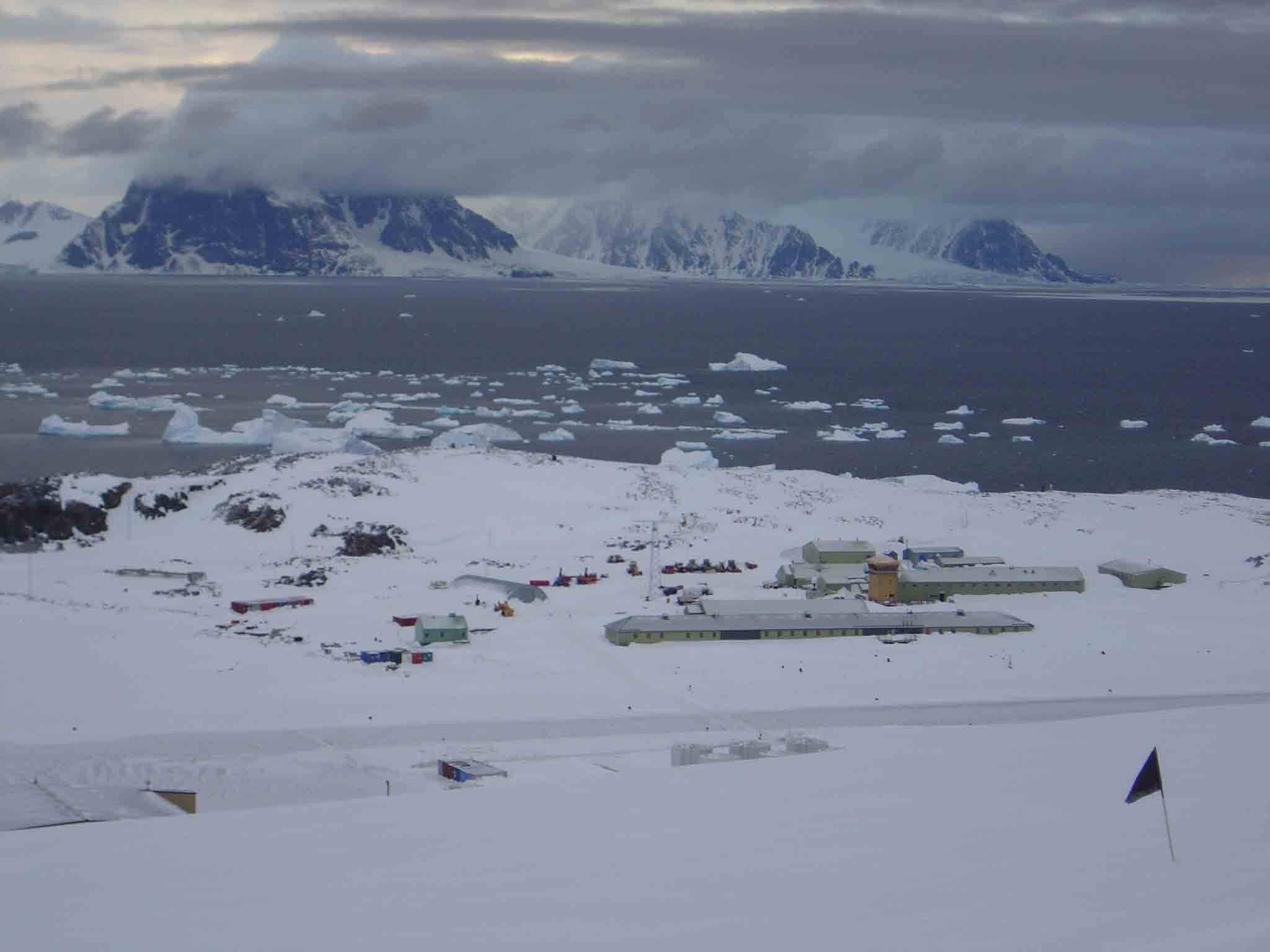
Rothera 2007

Adelaide Island (norska: Adelaideøya) är en ö i Antarktis. Den ligger i havet utanför Västantarktis, i ett område som Argentina, Chile och Storbritannien gör anspråk på. Ön är 4 463 kvadratkilometer stor, och dess högsta punkt ligger  2 126 meter över havet. Terrängen är bergig.
På Adelaide Island finns den brittiska forskningsstationen Rothera.